# Xenorhina eiponis
Espèce
Statut de conservation UICN

 DD  : Données insuffisantes
Xenorhina eiponis est une espèce d'amphibien de la famille des Microhylidae.

## Répartition
Cette espèce est endémique de Nouvelle-Guinée occidentale. Son aire de répartition ne concerne que la vallée d'Eipomek, à environ 1 800 m d'altitude.

## Publication originale
- Blum & Menzies, 1989 "1988" : Notes on Xenobatrachus and Xenorhina (Amphibia: Microhylidae) from New Guinea with description of nine new species. Alytes, vol. 7, n. 4, p. 125-163 (introduction).